# Sebastian Langeveld
Sebastian Langeveld (ur. 17 stycznia 1985 w Lejdzie) – holenderski kolarz szosowy, zawodnik profesjonalnej drużyny UCI WorldTeams Cannondale-Drapac. Specjalizuje się w wyścigach jednodniowych. Dobrze radzi sobie w krótszych etapówkach.
W 2012 roku, podczas Ronde van Vlaanderen Langeveld uległ kraksie, w której złamał obojczyk. Kilka miesięcy później startował w igrzyskach olimpijskich w wyścigu ze startu wspólnego.

## Najważniejsze zwycięstwa i sukcesy
2006
- 1. miejsce w Grand Prix Pino Cerami
- 2. miejsce w Mistrzostwach Holandii w wyścigu ze startu wspólnego

2007
- 1. miejsce w Ster Elektrotoer
- 2. miejsce w Mistrzostwach Holandii w wyścigu ze startu wspólnego

2008
- 2. miejsce w Kuurne-Bruksela-Kuurne
- 2. miejsce w Trofeo Soller

2009
- 1. miejsce w Grote Prijs Jef Scherens
- 2. miejsce w Sachsen Tour
  - 1. miejsce na 2. i 4. etapie
- 3. miejsce w Eneco Tour

2010
- 6. miejsce w E3 Harelbeke
- 2. miejsce w Tour du Limousin

2011
- 1. miejsce w Omloop Het Nieuwsblad
- 5. miejsce w Ronde van Vlaanderen

2012
- 3. miejsce w mistrzostwach świata (wyścig drużynowy na czas)

2013
- 5. miejsce w E3 Prijs Vlaanderen
- 10. miejsce w Ronde van Vlaanderen
- 7. miejsce w Paryż-Roubaix

2014
- 10. miejsce w Ronde van Vlaanderen
- 2. miejsce w mistrzostwach Holandii (jazda ind. na czas)
- 1. miejsce w mistrzostwach Holandii (start wspólny)

2017
- 3. miejsce w Paryż-Roubaix

2021
- 2. miejsce w mistrzostwach Holandii (jazda indywidualna na czas)